# مایک برتز
مایک برتز (انگلیسی: Mike Bratz؛ زادهٔ ۱۷ اکتبر ۱۹۵۵) بازیکن بسکتبال اهل ایالات متحده آمریکا است.
از باشگاه‌هایی که در آن بازی کرده‌است می‌توان به گلدن استیت واریرز، فینیکس سانز، ساکرامنتو کینگز، شیکاگو بولز، سن آنتونیو اسپرز، و کلیولند کاوالیرز اشاره کرد.